# Gretchen Egolf
Gretchen Egolf (* 9. September 1973 in Lancaster, Pennsylvania) ist eine US-amerikanische Schauspielerin.

## Biografie
Bereits als Kind trat Egolf als Theaterschauspielerin auf. Nach der Highschool zog sie nach New York City, um an der Juilliard School die Schauspielkunst zu erlernen. Nach einiger Erfahrung in Theatern am Broadway und in Los Angeles, trat sie in den Serien Martial Law – Der Karate-Cop und Roswell auf. 2002 spielte sie in der NBC-Sitcom Leap of Faith mit, wurde jedoch ab der Staffelmitte durch Sarah Paulson ersetzt. Die abgedrehten Episoden wurden nachgedreht.
2007 trat sie in der Serie Journeyman – Der Zeitspringer als eine der Hauptfiguren auf.
Neben ihren Gastrollen in einzelnen Episoden einzelner Fernsehserien spielte sie auch in Quiz Show und Der talentierte Mr. Ripley, sowie in diversen Fernsehfilmen mit.
Gretchen Egolf ist mit dem Schauspieler Mason Phillips verheiratet. Ihr älterer Stiefbruder Tristan Egolf war ein bekannter Romanautor.

## Filmografie (Auswahl)
- 1994: Quiz Show
- 1999: Der talentierte Mr. Ripley (The Talented Mr. Ripley)
- 1999–2000: Martial Law – Der Karate-Cop (Martial Law, Fernsehserie, 22 Folgen)
- 2000: Roswell (Roswell, Fernsehserie, 4 Folgen)
- 2002: Gleason
- 2002: Corsairs
- 2006: The Naked Brothers Band – Der Film (The Naked Brothers Band: The Movie)
- 2006: Namesake – Zwei Welten, eine Reise (The Namesake)
- 2007: Journeyman – Der Zeitspringer (Journeyman, Fernsehserie, 13 Folgen)
- 2008: Medium – Nichts bleibt verborgen (Medium, Fernsehserie, 2 Folgen)
- 2008: Die Robert und Andrew Kissel Story (The Two Mr. Kissels, Fernsehfilm)
- 2009: Criminal Minds (Fernsehserie, Folge: 4x21)
- 2009: Ghost Whisperer – Stimmen aus dem Jenseits (Ghost Whisperer, Fernsehserie, Folge, „Slow Burn“)
- 2018: Ransom (Fernsehserie, 1 Folge)
- 2018: Silent Witness (Fernsehserie, 1 Folge)
- 2020–2021: Pennyworth (Fernsehserie, 3 Folgen)
- 2022: The Son
- 2023: Hijack (Miniserie)

## Broadway
- 1997–1998: Jackie
- 1999: Ring Round the Moon